# Toxoprion lecontei
Toxoprion lecontei è un pesce olocefalo estinto, appartenente agli eugeneodonti. Visse nel Carbonifero superiore (circa 310- 305 milioni di anni fa) e i suoi resti fossili sono stati ritrovati in Nordamerica.

## Descrizione
Questo animale, noto solo per la sua particolare dentatura, doveva essere molto simile agli altri eugeneodonti, ma le dimensioni erano molto più ridotte rispetto all'affine Helicoprion. Toxoprion è noto solo per alcune "spirali" di denti della sinfisi mandibolare, la regione più anteriore della mandibola, lunghe circa 5-7 centimetri. Sebbene abbia una spirale aperta, Toxoprion è morfologicamente simile a Helicoprion e la dentatura della sinfisi raggiunge la massima rivoluzione (circa 240°) tra tutte le forme simili (Agassizodontidae).
Gli esemplari mostrano una serie di corone di 17-22 denti poste su una radice continua a spirale, comprendente due terzi di una voluta. La forma delle singole corone dei denti si distingue per avere un bordo occlusale alto (la parte superiore) e una parte inferiore della corona altrettanto alta, che include la proiezione curva anteriormente dello smaltoide. La parte centrale della corona del dente è molto più corta rispetto a quella di Helicoprion. Le corone sono finemente seghettate su entrambi i bordi. Le sporgenze inferiori dello smaltoide si estendono quasi fino alla base della radice. La superficie della radice tra le corone è dotata di profondi fori di piccole dimensioni.

## Classificazione
Toxoprion è un rappresentante degli Agassizodontidae, una famiglia di olocefali eugeneodonti caratterizzati da denti mandibolari disposti a spirale. 
L'esemplare tipo di questo animale venne ritrovato verso nella zona di Eureka, in Nevada, nei pressi di una miniera; l'esatta località del ritrovamento non è nota. Inizialmente l'esemplare venne descritto da Dean nel 1897 come una nuova specie del genere Edestus (E. lecontei), ma successivamente Hay ascrisse questo esemplare a un nuovo genere, Toxoprion. Altri due esemplari vennero in seguito rinvenuti nella Contea di Jack, in Texas, in terreni dell Jacksboro Limestone Memnber della formazione Graham, risalente al Carbonifero superiore.